# Euphorbia cyparissias
L'euforbia cipressina (Euphorbia cyparissias L., 1753) è una pianta erbacea, appartenente alla famiglia delle Euforbiacee.

## Etimologia
L'epiteto specifico (cyparissias) fa riferimento al portamento della pianta che ricorda vagamente (non tenendo conto delle dimensioni) i cipressi.

In tedesco questa pianta si chiama Zypressen-Wolfsmilch; in francese si chiama Euphorbe faux-cyprès; in inglese si chiama Cypress Spurge.

## Morfologia

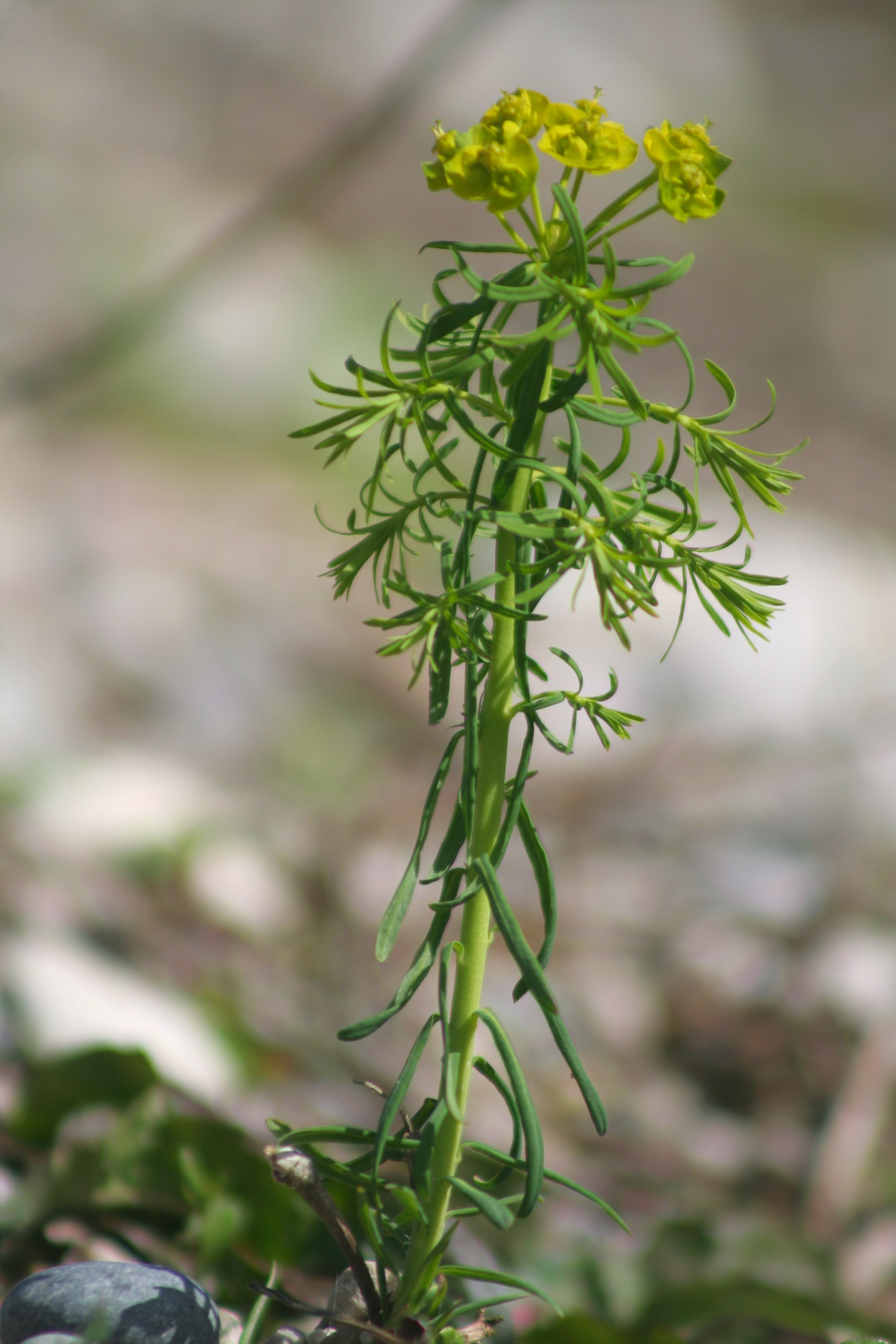
Il portamento
Località : Praloran, Limana (BL), 319 m s.l.m. - 19 aprile 2008

Sono piante a ciclo biologico perenne. L'altezza media va da 15 a 40 cm (massimo 60 cm). Tutta la pianta è glabra e di colore verde-glauco. La forma biologica è emicriptofita scaposa (H scap), ossia sono piante erbacee con gemme svernanti al livello del suolo e protette dalla lettiera o dalla neve dotate di un asse fiorale eretto con poche foglie. 

### Radici
Le radici sono secondarie da rizoma.

### Fusto
- Parte ipogea: la parte sotterranea consiste in un rizoma legnoso, a volte ramificato e di colore bruno-rossastro. Il rizoma è stolonifero.
- Parte epigea: nella parte aerea i fusti sono erbacei (non legnosi); possono essere semplici oppure ramosi appena sotto l'ombrella fiorifera con diversi rami tutti sterili. La parte basale può assumere un colore rossastro e contemporaneamente perdere le foglie dopo l'infiorescenza.

### Foglie

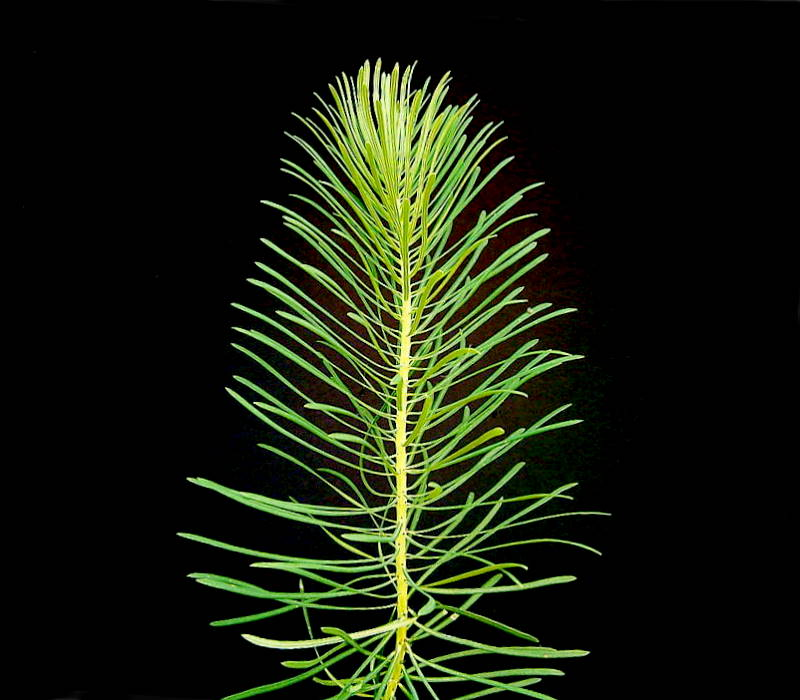
Foglie di un fusto sterile

Le foglie cauline lungo il fusto sono alterne, disposte densamente e in modo patente oppure inclinate verso il basso; mentre quelle dei rami sterili sono a consistenza setacea e addensate a pennello. Il colore spesso può essere giallastro, altrimenti è verde chiaro. Le lamine delle foglie (ma anche delle brattee) hanno i bordi interi. La forma in genere è strettamente lineare. Dimensione delle foglie : larghezza 1–3 mm; lunghezza 10–20 mm.

### Infiorescenza

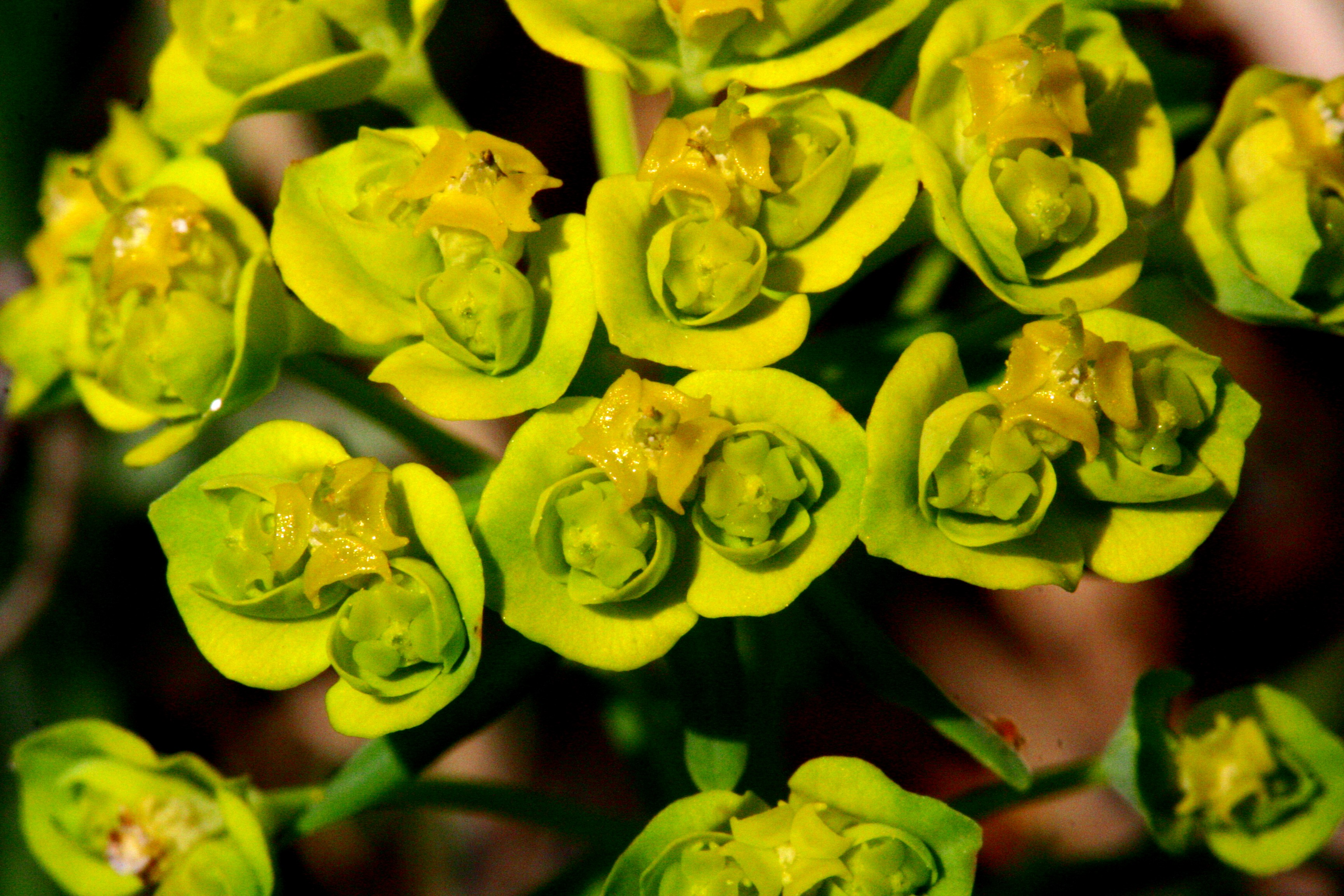
Infiorescenza
Località : Visome (BL), 350 m s.l.m. - 6 aprile 2007

L'infiorescenza delle “euforbie” e quindi di questa pianta è diversa da quella delle altre Angiosperme e si chiama ciazio (= coppa da spumante), chiamata anche “pseudanzio”. Consiste in cinque brattee glabre saldate tra di loro e di colore verde più chiaro rispetto alle foglie sottostanti. La loro funzione è quella di protezione dei fiori interni : per questo motivo una tale struttura viene spesso chiamato involucro similmente all'involucro delle Asteraceae. Queste brattee è quello che rimane del perianzio dei fiori maschili. In quattro insenature, tra le dentellature delle cinque brattee, emergono in evidenza dei corpi ghiandolari (generalmente quattro – il quinto a volte è mancante) a forma di semiluna, colorati di giallo e contenenti delle sostanze nettarifere per attirare gli insetti pronubi. Le corna delle mezzelune sono allungate e quasi sempre convergenti. 

All'interno della coppa trovano posto dei fiori maschili e femminili. In realtà i fiori maschili sono diversi (fino a 5 e più) ma ridotti al solo stame. Mentre la parte femminile è rappresentata da un unico fiore centrale con una forma simile ad una calice lungamente pedicellato fino ad essere incurvato durante la fruttificazione; anche questo fiore è ridotto, cioè privo degli altri verticilli fiorali (calice, corolla e androceo) rimanendo solo il gineceo.

I ciazi sono disposti in ombrelle terminali, di tipo “pleiocasio” o “cima multipara” ossia a più di due raggi, in questo caso i raggi sono 12 - 15 ognuno dei quali con ulteriori divisioni dicotome, ossia con due ciazi terminali (= infiorescenza “dicasiale”). Raramente può essere presente anche una seconda divisione “dicasiale”. Alla base dell'ombrella non sono presenti delle brattee ma delle foglie simili a quelle caulinari. Mentre a protezione dei ciazi sono presenti due larghe brattee cordate (o reniformi), libere (non sono saldate alla base). Queste ultime hanno un colore giallastro e alla fine fioritura spesso diventano rossastre. Questa unione di fiori unisessuati può facilmente essere scambiata per un singolo fiore ermafrodita; in effetti questa disposizione in rapporto agli insetti impollinatori differisce molto poco dai normali fiori ermafroditi della altre Angiosperme..

### Fiore

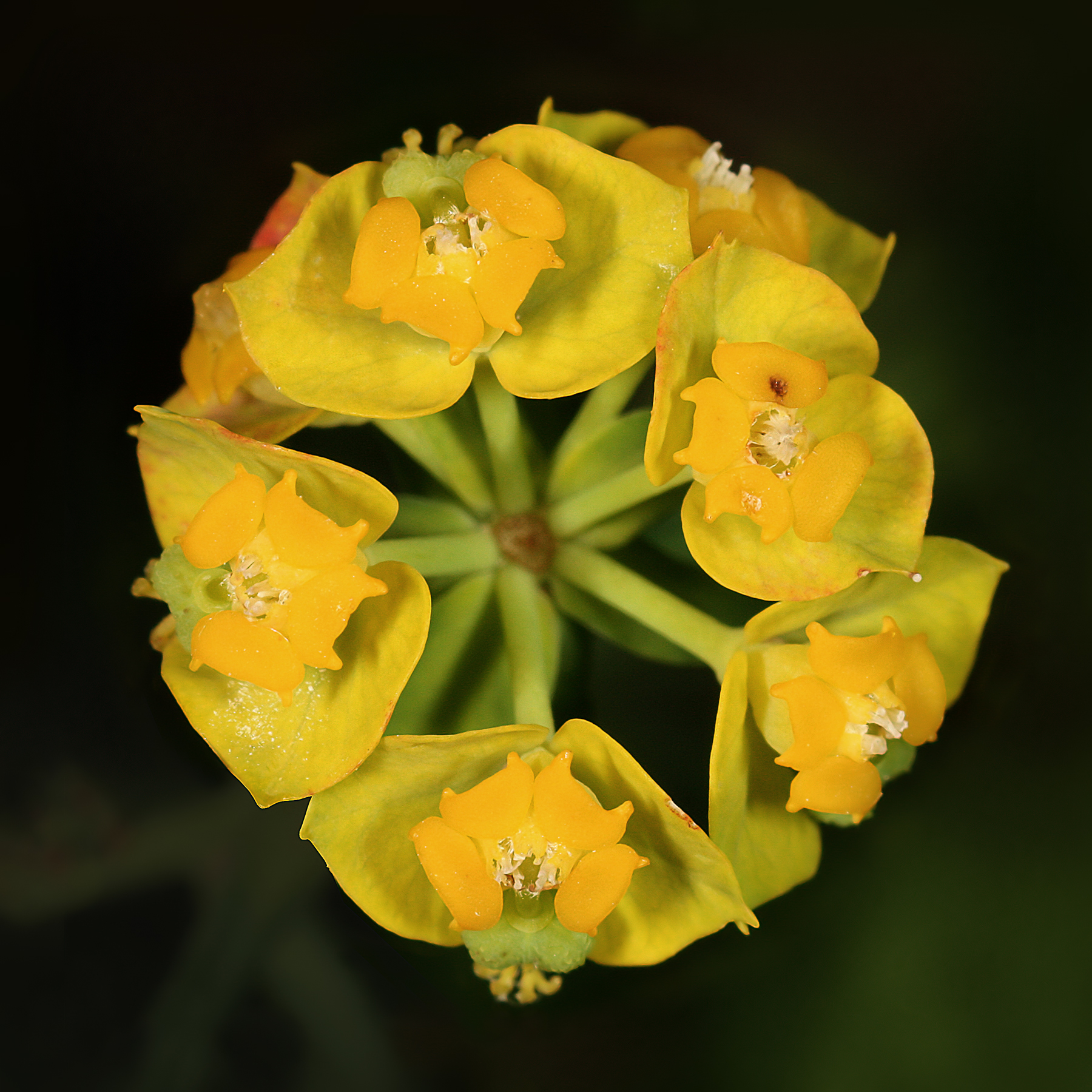
Il ciazio

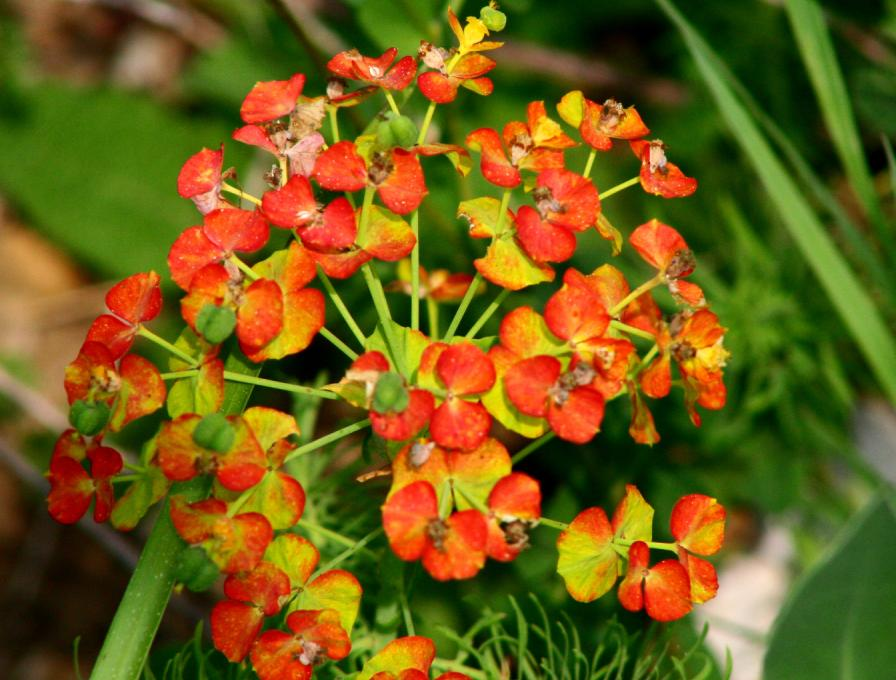
Arrossamento delle brattee
Località : Zelant, Mel (BL), 761 m s.l.m. - 12/05/2007

I fiori sono unisessuali (solo parte maschile e parte femminile) e monoici, ridotti all'essenziale (sono presenti solo gli organi strettamente riproduttori – quindi il perianzio è assente). Diametro del fiore 8 – 12 mm.
- Formula fiorale:

A 1, G (3) (supero)
- Androceo (o fiore maschile): gli stami sono brevemente pedicellati; la parte superiore di questo pedicello è il filamento staminale: in effetti una strozzatura divide il pedicello dal filamento staminale. In realtà questa struttura (il solo stame) è quello che rimane di un intero fiore.
- Gineceo (o fiore femminile) : il fiore femminile è formato da un ovario globoso supero (triloculare) a tre carpelli con ognuno uno stilo e stimma bifido (quindi per un totale di 6 semi-stimmi). Gli stili sono saldati nella parte basale.
- Fioritura : da marzo a giugno.
- Impollinazione: tramite insetti.

### Frutti
Il frutto è una capsula “tricocca”a tre logge monosperme (a un solo seme) e quindi contenente in totale tre semi. La forma della capsula è profondamente triloba. La forma dei semi invece è ovoidale e “caruncolata” (con protuberanze). Queste protuberanze emergenti derivano direttamente dall'ovulo nel quale inizialmente erano delle escrescenze del tessuto della placenta utilizzate durante la fecondazione da parte del polline. La disseminazione avviene per esplosione della capsula (fino a 5 m di distanza). La superficie delle capsula è rugosa, mentre i semi sono grigi e lisci. L'endosperma è abbondante e i cotiledoni sono grandi. La dimensione della capsula è 3 mm.

## Distribuzione e habitat
- Geoelemento: il tipo corologico (area di origine) è Centro - Europeo.
- Distribuzione: in Italia è diffusa al nord e al centro (più comune sui rilievi e meno frequente in pianura). Sui rilievi e pianure europee è comune ovunque (escluse le Alpi Dinariche); si trova anche nell'America settentrionale (ma probabilmente per introduzione antropica attorno al 1860).
- Habitat: l'habitat tipico per questa pianta sono i prati aridi e incolti, i margine dei boschi e delle strade, ma anche nelle zone ad arbusteti. Il substrato preferito è sia calcareo che siliceo, con pH neutro del terreno che può avere anche valori nutrizionali bassi ma mediamente secco.
- Distribuzione altitudinale: sui rilievi queste piante si possono trovare fino a 1500 m s.l.m. (massimo 2500 m s.l.m.); frequentano quindi i seguenti piani vegetazionali: collinare, montano e in parte subalpino.

## Fitosociologia
Dal punto di vista fitosociologico Euphorbia cyparissias appartiene alla seguente comunità vegetale:
Formazione: comunità a emicriptofite e camefite delle praterie rase magre secche
Classe: Festuco-Brometea

## Tassonomia
La famiglia di appartenenza dell'“Euforbia cipressina” (Euphorbiaceae) è un gruppo vegetale abbastanza numerosa, organizzato in 303 generi per un totale di circa 6700 specie.
 Il genere di appartenenza (Euphorbia) è molto numeroso e comprende circa 2100 specie, diffuse soprattutto nelle regioni tropicali e subtropicali dell'Africa e dell'America, ma anche nelle zone temperate di tutto il mondo. Una ottantina di queste specie sono proprie della flora italiana.
 
Il genere delle "Euphorbie" essendo molto numeroso viene suddiviso in diversi sottogeneri. La pianta di questa scheda appartiene al sottogenere Anisophyllum, caratterizzato dall'avere le appendici dell'involucro a coppa di tipo petaloideo ossia colorate come i petali e capaci di secernere del nettare.

### Variabilità
Nell'elenco che segue sono indicate alcune varietà e sottospecie (l'elenco può non essere completo e alcuni nominativi sono considerati da altri autori dei sinonimi della specie principale o anche di altre specie):
- Euphorbia cyparissias L. var. esuloides DC.
- Euphorbia cyparissias var. major Boiss. (1862)

### Ibridi
Nell'elenco che segue sono indicati alcuni ibridi interspecifici :
- Euphorbia × figertii Dörfler - Ibrido fra : E. cyparissias e E. esula subsp. esula
- Euphorbia × gayeri Borsos & Soó (1925) – Ibrido fra : E. cyparissias e E. tommasiniana
- Euphorbia × pseudoesula Schur (1853) – Ibrido fra : E. cyparissias e E. esula

### Sinonimi
La specie di questa scheda ha avuto nel tempo diverse nomenclature. L'elenco che segue indica alcuni tra i sinonimi più frequenti:
- Esula cupressina S.F. Gray (1821)
- Esula cyparissias (L.) Haw. (1812)
- Euphorbia esuloides Ten. (1831)
- Galarhoeus cyparissias (L.) Small ex Rydb. (1932)

### Specie simili
- Euphorbia graminifolia Vill. (1786) – Euforbia graminifolia : la disposizione delle foglie e dell'infiorescenza è molto simile all' “Euforbia” di questa scheda; differisce comunque in quanto è molto poco ramosa e le foglie sono più rade e sottili; inoltre non è presente sul suolo italiano, al massimo si può trovare al confine con la Francia.

## Usi
- Sostanze presenti: tutta la pianta contiene un lattice biancastro, amaro e appiccicoso, ma tossico e irritante anche al semplice contatto con la pelle; nelle radici sono presenti inoltre delle resine, gomme (caucciù) e oli vari.
- Proprietà curative: le sue foglie trovano impiego come vescicante, mentre la radice ha una fortissima azione purgativa. Per quest'ultima proprietà probabilmente è evitata dagli animali da pascolo; viene quindi considerata una specie infestante dei campi e dei prati. Questo anche per la facilità (e velocità) di propagazione di tipo vegetativo tramite stoloni.

## Altro

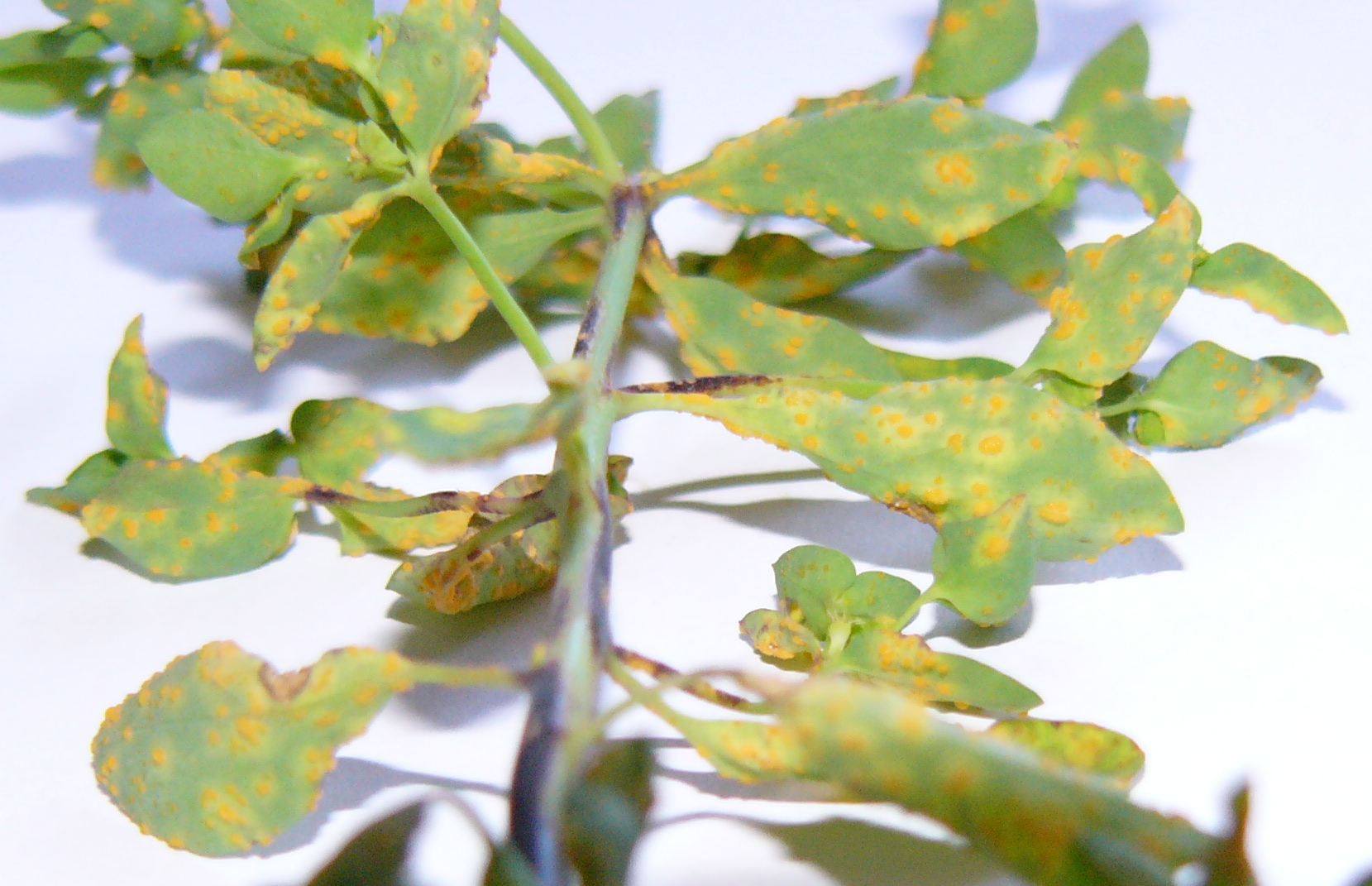
Foglie colpite dal parassita Uromyces pisi

La Euphorbia cyparissias può essere attaccata dalla “ruggine del pisello”: Uromyces pisi DC (1805) (un fungo parassita dell'ordine degli “Uredinales”, sottoclasse “Uredomycetidae”, classe “Basidiomycetes”, sottoregno “Mycobionta”, regno-dominio “Eucarioti”). La penetrazione in queste piante viene fatta ad opera dei “picnidi” ricettacoli di cui il “micelio” (parte esterna del corpo fruttifero del fungo parassita) è provvisto. Le piante colpite non producono fusti fertili, ma solo fusti sterili con foglie spesse e corte e di colore giallastro.

## Galleria d'immagini

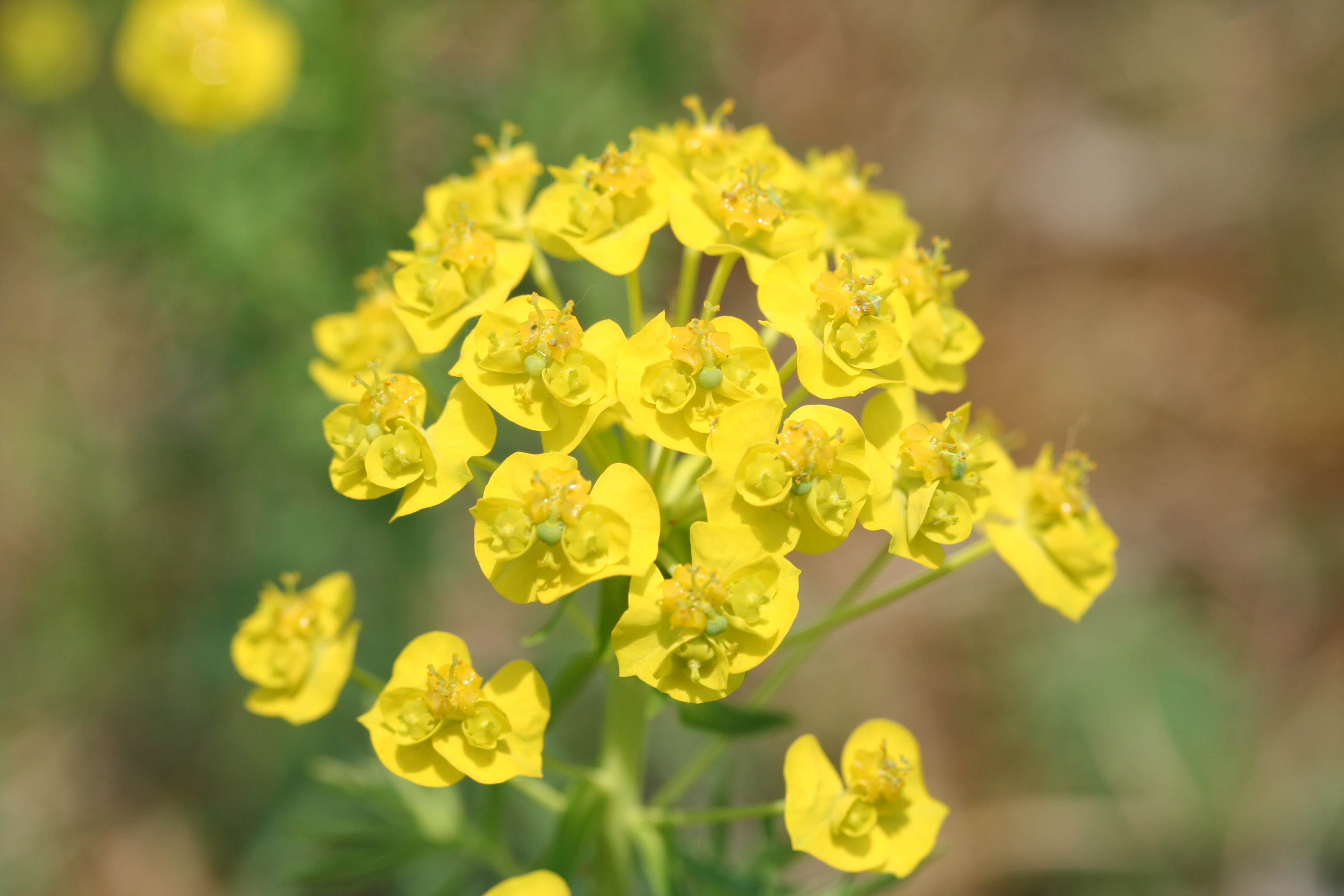
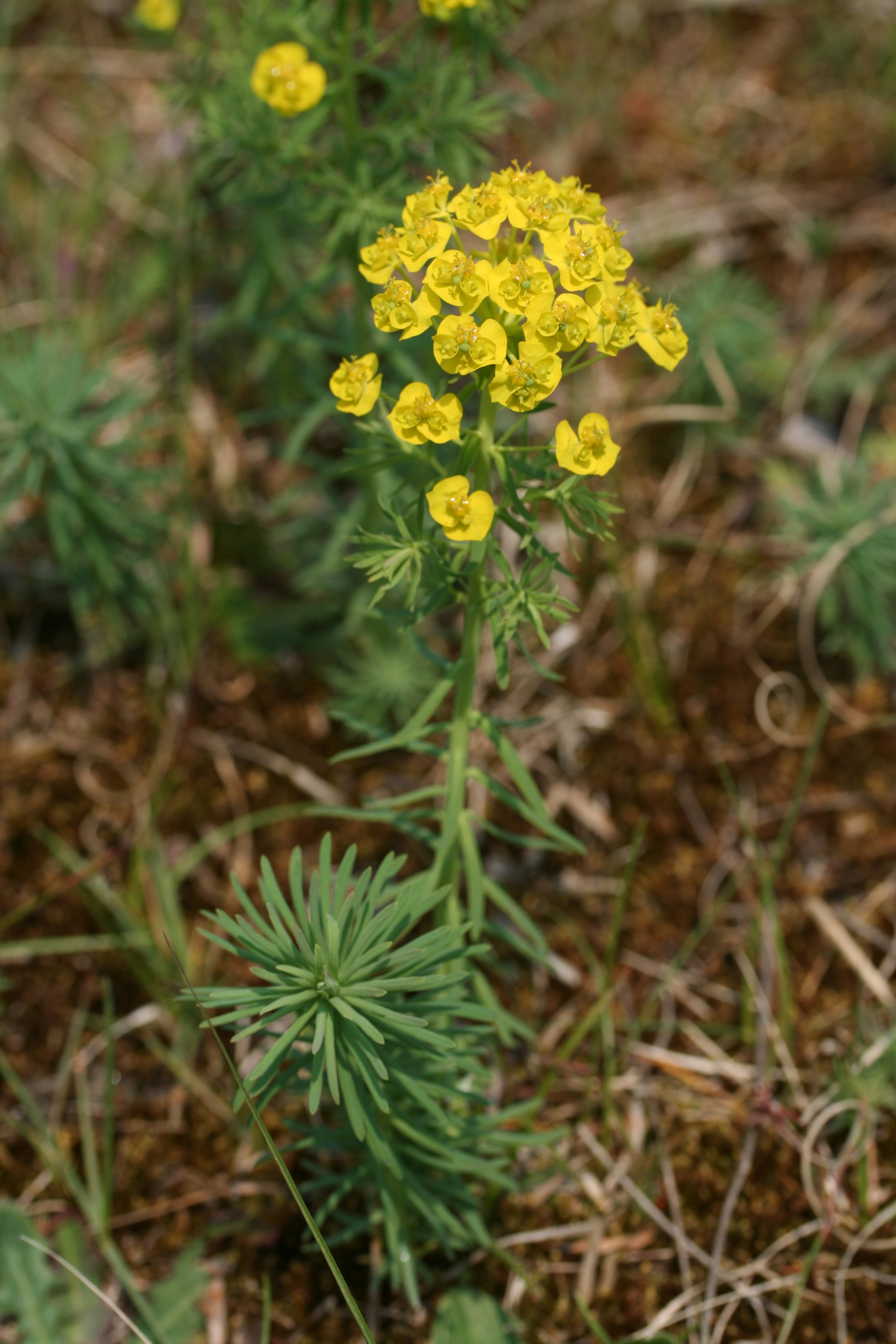
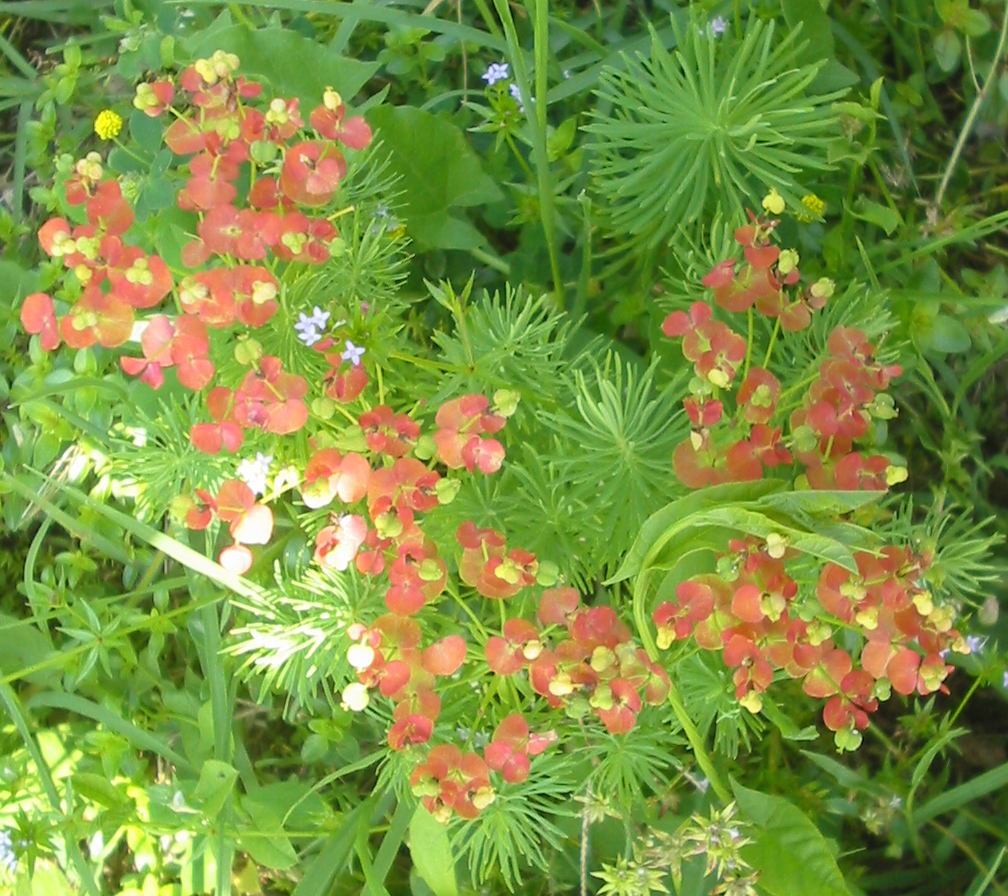
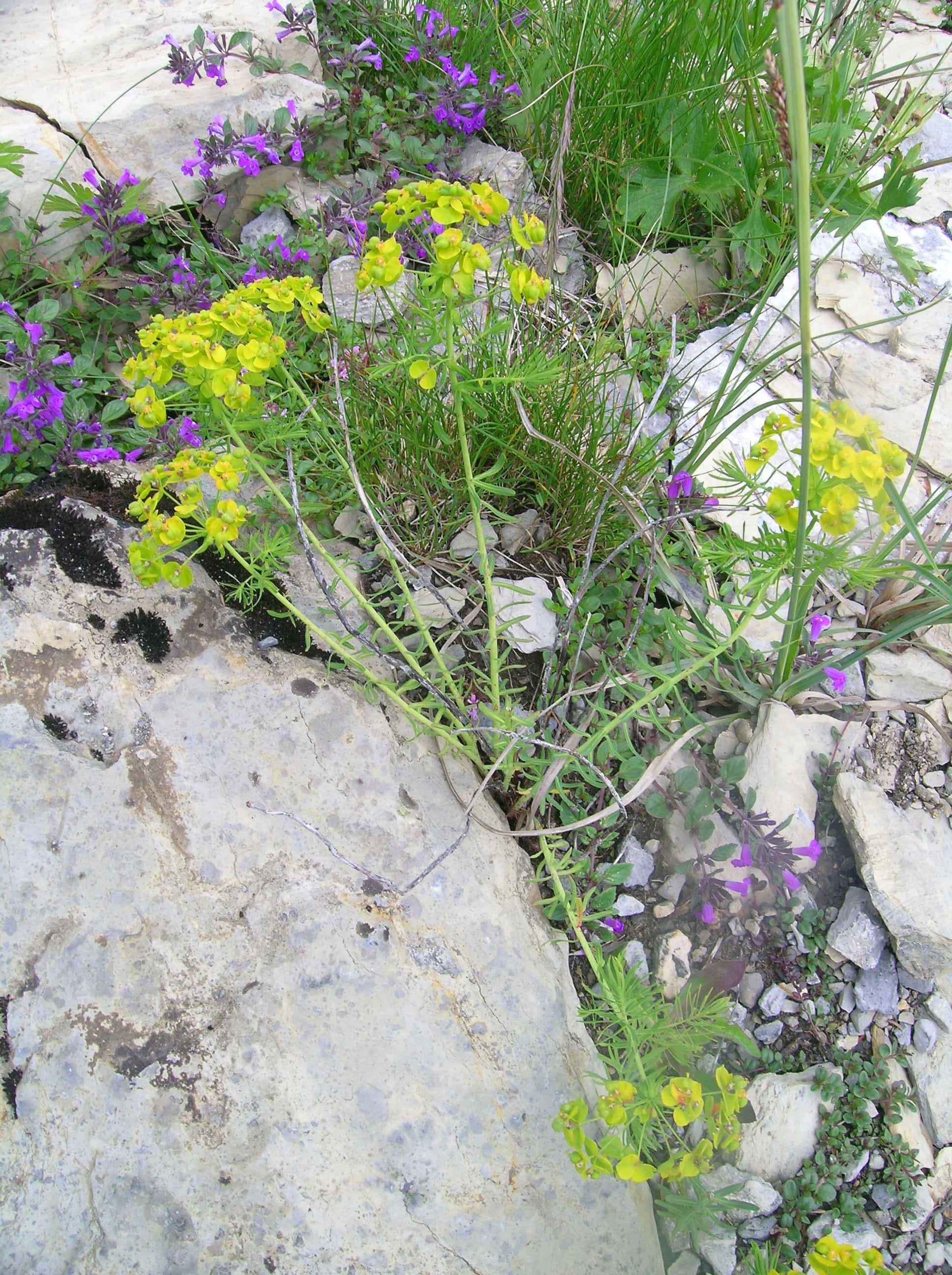
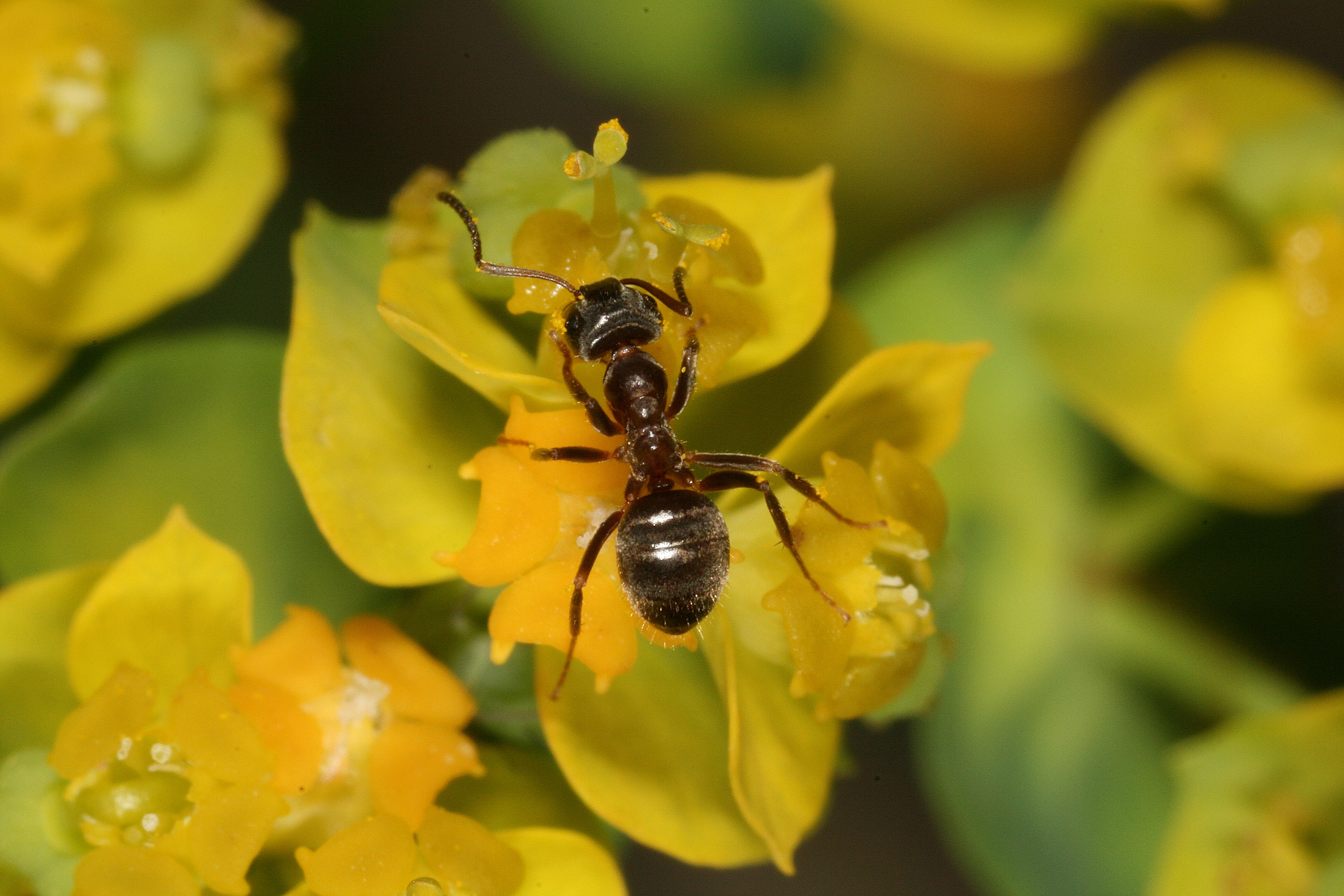
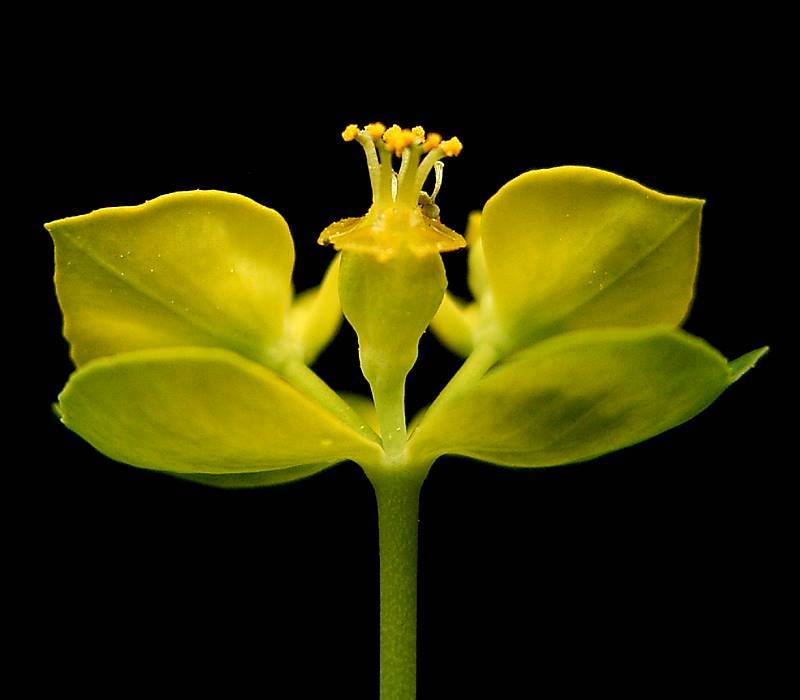
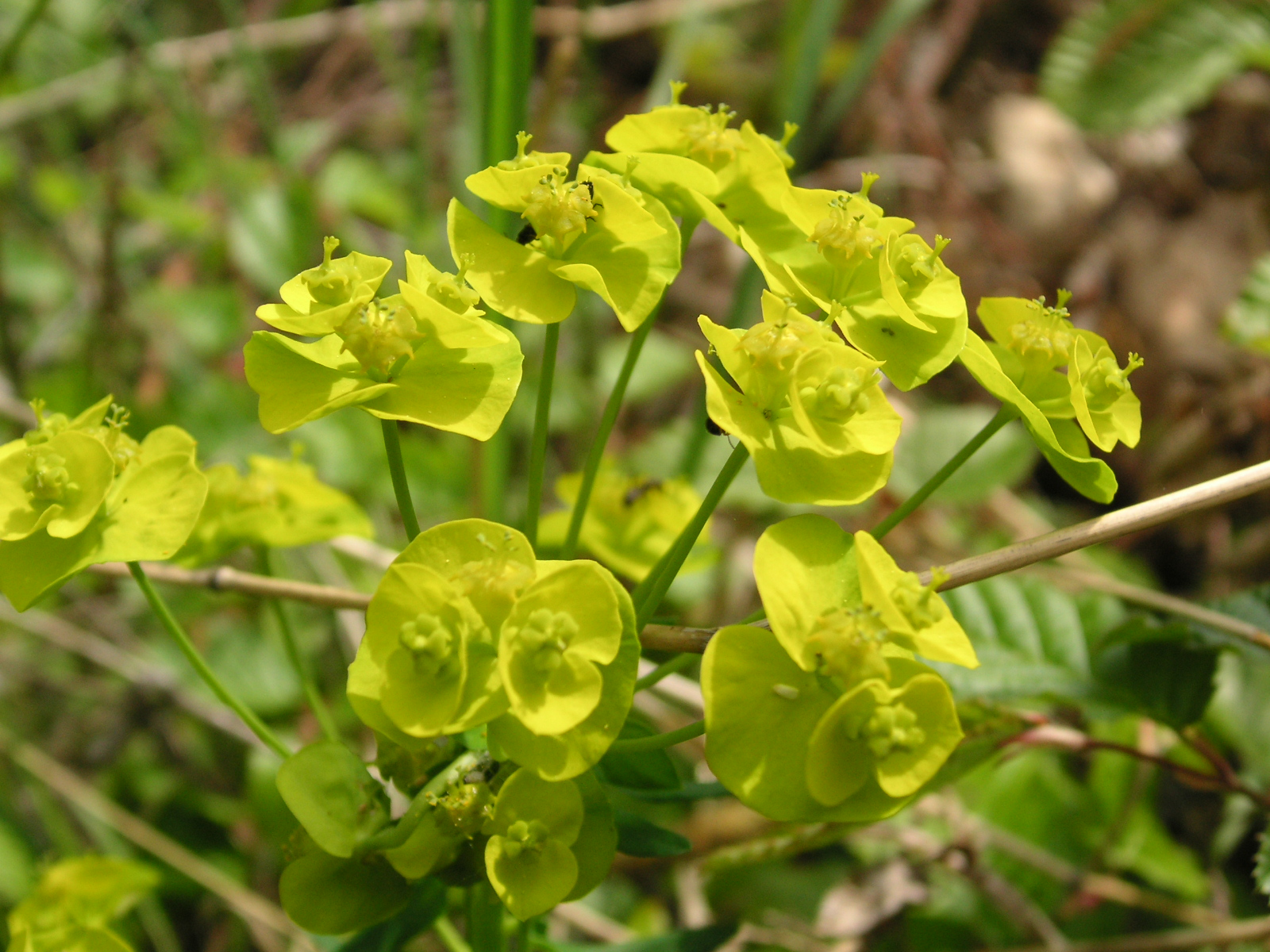
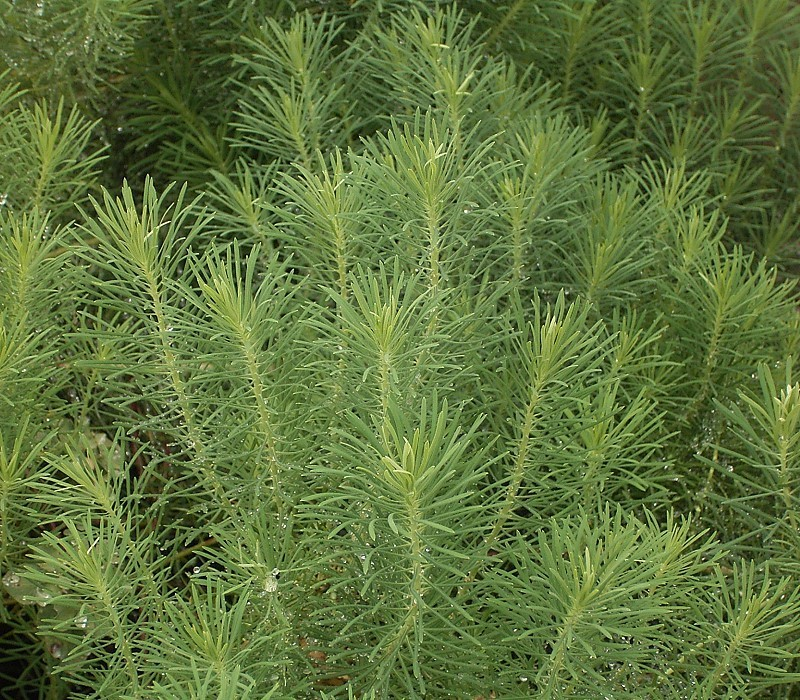